# Macrothelidae
Famille
Les Macrothelidae sont une famille d'araignées mygalomorphes.

## Distribution
Les espèces de cette famille se rencontrent en Asie, en Afrique et en Europe du Sud.

## Paléontologie
Cette famille n'est pas connue à l'état fossile.

## Liste des genres
Selon World Spider Catalog (version 26, 13/04/2025) :
- Bannathele Shao, Zhou & Lin, 2025
- Gigathele Shao, Zhou & Lin, 2025
- Macrothele Ausserer, 1871
- Microthele Shao, Zhou & Lin, 2025
- Orientothele Mirza, Sanap & Kunte, 2017
- Spinathele Shao, Zhou & Lin, 2025
- Vacrothele Tang & Yang, 2022

## Systématique et taxinomie
Cette famille a été décrite par Simon en 1892 comme une tribu des Aviculariidae. Elle est élevée au rang de famille par Hedin, Derkarabetian, Ramírez, Vink et Bond en 2018.
Cette famille rassemble 56 espèces dans sept genres.

## Publication originale
- Simon, 1892 : Histoire naturelle des araignées. Paris, vol. 1, p. 1-256 (texte intégral).